# Maurycy Mann (publicysta)
Maurycy Mann (ur. 2 października 1814 w Krakowie, zm. 13 listopada 1876 tamże) – polski pisarz, dziennikarz i polityk.

## Życiorys
W 1830 ukończył ze złotym medalem Gimnazjum Św. Anny. Podjął studia na Uniwersytecie Jagiellońskim – najpierw na Wydziale Filozoficznym, gdzie studiował literaturę polską, następnie na Wydziale Prawa i Administracji. Egzaminy zdawał z wynikiem celującym. W latach 1832-1835 kontynuował studia w Genewie, słuchając wykładów z historii i ekonomii Jeana de Sismondi oraz z prawa Pellegrino Rossiego. Wykładów Rossiego słuchał również w Paryżu w latach 1835-1837, kiedy studiował w Collège de France, uczęszczając równocześnie na niektóre wykłady w École de Droit. W Paryżu poznał wielu Polaków z tamtejszej emigracji, zarówno skupionych wokół Hotelu Lambert jak i ze środowisk demokratycznych.
Od 1849 był członkiem redakcji krakowskiego „Czasu”. Był dyrektorem Towarzystwa Przyjaciół Sztuk Pięknych w Krakowie oraz członkiem tamtejszej Akademii Umiejętności. W polityce był twórcą i jednym z głównych organizatorów programu politycznego grupy konserwatywno-stańczykowej.
W latach 1849–1857 wydał szereg dramatów i powieści, dziś zapomnianych, natomiast trwałą wartość zachował jego opis „Podróży na Wschód” (3 t., 1854–1855).
Pochowany został na cmentarzu Rakowickim w Krakowie, w pasie 16.

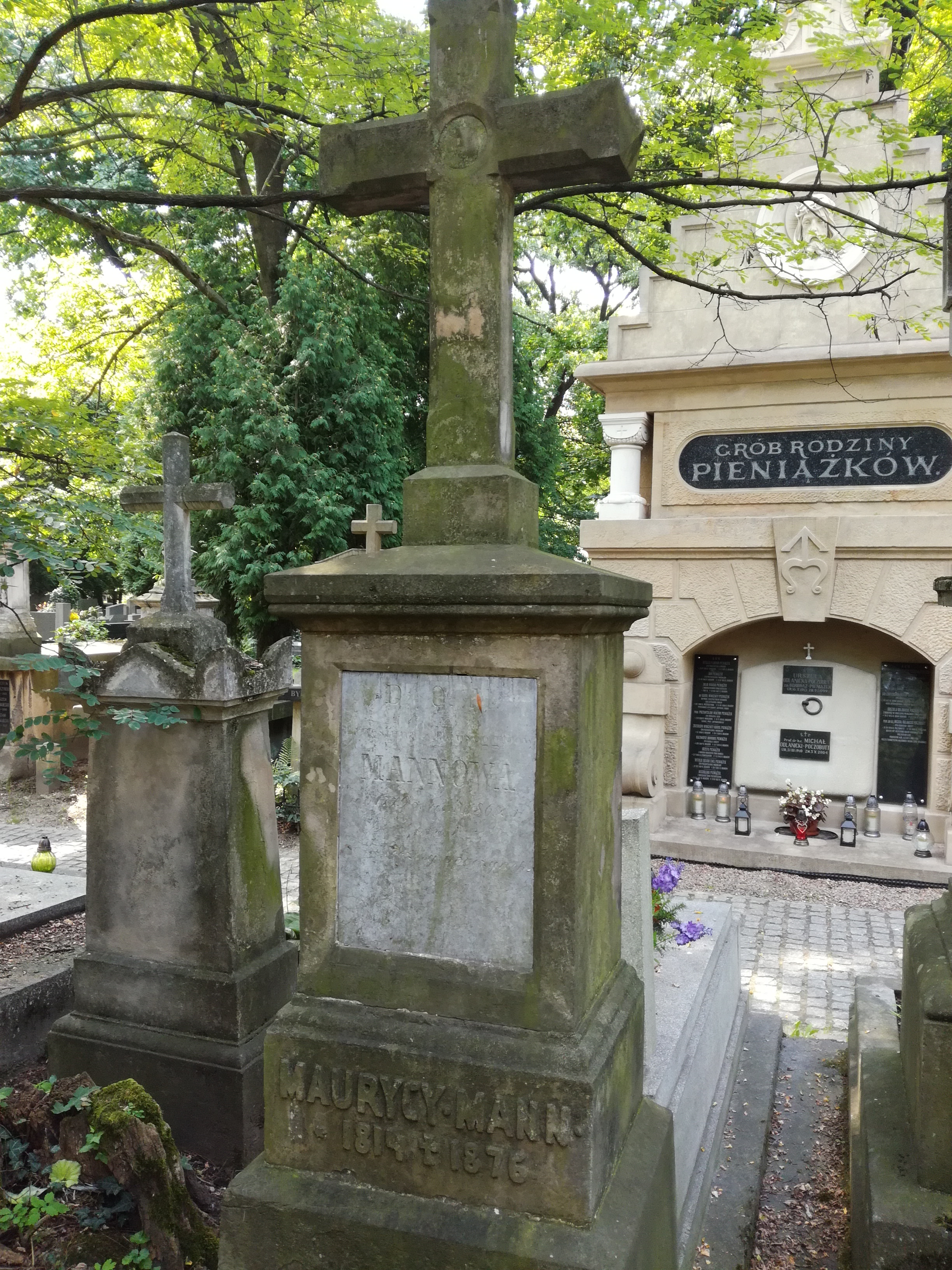
Grób Maurycego Manna na cmentarzu Rakowickim